# Kostelska rakija
Kostelska rakíja je tradicionalni alkoholni sadni destilat, ki ga pridelujejo na območjih občin Kočevje, Kostel in Osilnica. Pridobivajo ga iz avtohtonih vrst jabolk, hrušk in sliv ter s tradicionalno tehnologijo, ki mu dajejo posebne značilnosti, kot je npr. cvetica. Kostelsko rakíjo se pridobiva z destilacijo sadja, na preprostih pripravah z deflegmatorjem (posebnim pokrovom kotla). Le ta hlape z nizko vsebnostjo alkohola kondenzira v majhne kapljice.

## Pridelava
Prideluje se jo v prostoru Regijskega parka Kočevsko-Kolpa, kjer rastejo avtohtone vrste:
- jablan (krivopecelj, bobovec, carjevič, kanadka, kosmač, beličnik, zlata parmena, voščenka, čebulnik, maškotela, pisanka,...),
- hrušk (tepka, moštanka, preška, štajerka,...),
- domača češplja (kostelska češplja).

Sadju se najprej določi tehnološka zrelost s Streifovim indeksom, nato pa se ga zmelje skupaj z vrelnim nastavkom. Vrenje poteka do enega meseca, potem pa se opravi prva prekuha. Tako nastane surovo žganje. Z drugo prekuho ločimo posamične sestavine.